# 1575 Winifred
Winifred (asteróide 1575) é um asteróide da cintura principal com um diâmetro de 9,3 quilómetros, a 1,9533536 UA. Possui uma excentricidade de 0,1776466 e um período orbital de 1 337,13 dias (3,66 anos).
Winifred tem uma velocidade orbital média de 19,32553689 km/s e uma inclinação de 24,7861º.
Esse asteróide foi descoberto em 20 de Abril de 1950 por Goethe Link Observatory.